# الأيرلندي (فلم 1978)
الأيرلندي (بالإنجليزية: The Irishman) هو فيلم فيلم رومانسي-دراما أُنتِج في أستراليا، وعُرِض لأوّل مرة في عام 1978. الفيلم هو من إخراج دونالد كرومبي، ومقتبس من رواية حملت ذات العنوان من تأليف الروائية الأسترالية إليزابيث أوكونر التي كانت قد نُشِرت في عام 1960. الفيلم من بطولة كل من مايكل كريغ، سيمون بيرك وروبين نيفين.

## روابط خارجية
- مقالات تستعمل روابط فنية بلا صلة مع ويكي بيانات